# پول نقد
موجودی نقدی نوعی دارایی جاری و عبارت است از پول موجود در واحد، موجودی نزد بانک‌ها اعم از سپرده یا حساب جاری، چک‌ها و حواله‌های بانکی و به طور کلی هر گونه اوراق و وسایل نقل و انتقال پول که مورد قبول بانک‌ها باشد.